# Paddington Peruban
A Paddington Peruban (eredeti cím: Paddington in Peru) 2024-ben bemutatott koprodukciós vegyes technikájú filmvígjáték, amely valós díszletekkel élőszereplős és 3D-s számítógépes animációs jelenetek kombinálásával készült, amelyet Dougal Wilson rendezett. A 2017-es Paddington 2. című film folytatása. A főbb szerepekben Hugh Bonneville, Emily Mortimer, Julie Walters, Jim Broadbent, Carla Tous látható.
Egyesült Királyságban 2024. november 8-án, míg Magyarországon 2025. január 23-án mutatták be a mozikban.

## Cselekmény
Paddington kap egy levelet a perui nyugdíjas medvék otthonából, amelyben értesítik, hogy Lucy néni nagyon hiányolja őt, és furcsán viselkedik. Paddington és a Brown család úgy döntenek, hogy meglátogatják őt Peruban. Amikor megérkeznek, megtudják a Tisztelendő anyától, hogy Lucy néni eltűnt a dzsungelben, és csak a szemüvegét és karkötőjét hagyta maga után. Paddington talál egy térképet Lucy néni kunyhójában, amely azt jelzi, hogy a keresést a Rumi Sziklánál kell elkezdeniük. Mrs. Bird és a Tisztelendő anya hátramaradnak, és a Tisztelendő anya egy szerencsét hozó medált ad Mrs. Brownnak.
A család hajót szeretne bérelni, hogy lefelé utazzanak a folyón, és találkoznak két kincsvadásszal, Hunter Cabot-tal és lányával, Ginával. Hunter észreveszi Paddington karkötőjét, és elmagyarázza a családnak Eldorádó elveszett városának legendáját, egy mítikus helyet, amely tele van az ókori peruiak által a dzsungel szellemeinek felajánlott arannyal. Az Eldorádó utáni kutatásokat általában Rumi Sziklánál kezdik, de a keresők soha nem térnek vissza élve. Huntert az ősei szellemei hajtják, hogy minden áron megszerezze az aranyat. Gina azonban vitába száll vele, és azt szeretné, hogy forduljanak vissza. Válaszul Hunter lelöki Ginát a hajóról, de ő maga is vízbe esik, ami hajótörést okoz.
Paddington elszakad a családtól, és eljut a Rumi Sziklához, ahol Hunter vár rá. Miután üvöltéseket hall, amelyeket Lucy néni válaszainak hisz, Hunter és Paddington együtt indulnak Eldorádó és Lucy néni keresésére. Eközben Gina megtalálja a Brown családot, és elmagyarázza apja motivációit és családi történetét. Úgy döntenek, hogy elindulnak megmenteni Paddingtont Huntertől. Mrs. Bird gyanakodni kezd a Tisztelendő anyára, és felfedez egy titkos szobát, ahol rájön, hogy az a medál, amelyet Mrs. Brownnak adott, valójában egy nyomkövető. Így már ismerve a család helyzetét, Mrs. Bird és a Tisztelendő anya repülővel indulnak, hogy megmentsék Brownékat.
Miután elérik egy inka erőd csúcsát, amelyen Paddington karkötőjén lévő embléma helye van, Hunter megtámadja és üldözni kezdi Paddingtont. Brownék azonban időben érkeznek, hogy megmentsék őt. A Tisztelendő anya felfedi magát Clarissa Cabotként, Hunter állítólag elhunyt unokatestvéreként, aki szintén Eldorádót akarja megtalálni. Clarissa elárulja, hogy ő rendezte meg Lucy néni eltűnését, hogy Paddingtont Peruba csalogassa. Ezután fegyvert fog a Brownékra és Ginára, de Hunter közbelép, és ártalmatlanná teszi Clarissát. Brownék Paddington karkötőjét használva belépnek Eldorádóba, ahol megtalálják Lucy nénit. Lucy elmagyarázza, hogy Eldorádó valójában egy narancsliget, ahol Paddington született, és hogy a karkötő, amelyet visel, eredetileg az övé volt, amikor Lucy rátalált. A liget a marmaládékészítő medvék otthona. Paddington találkozik a többi medvével, de úgy dönt, visszatér Londonba a Brown családdal.
Clarissát a sarkvidékre küldik, hogy valódi apácává váljon, és a nyugdíjas jegesmedvék otthonában dolgozzon. Eközben Eldorádó medvéi, akiket mind londoni vasútállomásokról neveztek el, meglátogatják Paddingtont Londonban. Paddington és az eldorádói medvék felkeresik Phoenix Buchanant a börtönben. Phoenix meggyőződése, hogy hamarosan szabadul, és nagy terve van: előadást készít az "Aranyfürtöcske és a három medve" című darabból, amelyben az eldorádói medvék játszanának főszerepet.

## Szereplők
| Szereplő                          | Eredeti hang     | Magyar hang            |
| --------------------------------- | ---------------- | ---------------------- |
| Paddington                        | Ben Whishaw      | Szente Vajk            |
| Lucy néni                         | Imelda Staunton  | Igó Éva                |
| Henry Brown                       | Hugh Bonneville  | Csankó Zoltán          |
| Mary Brown                        | Emily Mortimer   | Pálfi Kata             |
| Judy Brown                        | Madeleine Harris | Pekár Adrienn          |
| Jonathan Brown                    | Samuel Joslin    | Nagy Gereben           |
| Mrs. Bird                         | Julie Walters    | Zsurzs Kati            |
| Samuel Gruber                     | Jim Broadbent    | Fodor Tamás            |
| Clarissa Cabot / Tisztelendő anya | Olivia Colman    | Kiss Eszter            |
| Hunter Cabot                      | Antonio Banderas | Rátóti Zoltán          |
| Gina Cabot                        | Carla Tous       | Koller Virág           |
| Madison                           | Hayley Atwell    | Ligeti Kovács Judit    |
| Postás Joe                        | Joel Fry         | Hám Bertalan           |
| Dr. Jafri                         | Sanjeev Bhaskar  | Pál Tamás              |
| Mr. Barnes                        | Robbie Gee       | Tokaji Csaba           |
| Lancaster ezredes                 | Ben Miller       | Fesztbaum Béla         |
| Miss Kitts                        | Jessica Hynes    | Cabello-Colini Borbála |
| Zayden                            | Amit Shah        | Hamvas Dániel          |
| Barry, légiutaskísérő             | Simon Farnaby    | Gyurin Zsolt           |
| Phoenix Buchanan (cameo)          | Hugh Grant       | Stohl András           |

### Magyar változat
- Bemondó: Papp János
- Magyar szöveg: Tóth Tamás
- Hangmérnök: Gábor Dániel
- Vágó: Simkóné Varga Erzsébet
- Gyártásvezető: Hodos Edina
- Zenei rendező: Bolba Tamás
- Szinkronrendező: Dóczi Orsolya
- Produkciós vezető: Hagen Péter

A szinkront a Mafilm Audio Kft. készítette el.

## A film készítése
2016 júniusában a StudioCanal akkori vezérigazgatója, Didier Lupfer kijelentette, hogy a stúdió elkötelezett a harmadik Paddington-film elkészítésében. 2017 novemberében David Heyman a Digital Spy-nak elmondta, bár a harmadik film forgatókönyvét még nem dolgozták ki, a helyszínekről, ötletekről és jelenetekről már megkezdődtek a tárgyalások. 2018 novemberében Heyman megjegyezte, hogy a harmadik film valószínűleg elkészül, de Paul King nem tér vissza rendezőként, ugyanakkor továbbra is részt vesz majd a munkálatokban egy jelentős kreatív pozícióban. 2021 februárjában hivatalosan is megkezdődött a Paddington 3 elkészítése.
2021 júliusában a StudioCanal bejelentette, hogy a Paddington 3 forgatása 2022 első negyedévében kezdődik. A harmadik film történetét King, Simon Farnaby és Mark Burton írta, a forgatókönyvet pedig Burton, Jon Foster és James Lamont jegyzi. 2022 júniusában jelentették be, hogy a film címe Paddington Peruban lesz, a rendező Dougal Wilson lett, a forgatás pedig 2023-ban kezdődik. Ez Wilson játékfilmes rendezői debütálása, aki korábban reklámfilmeket és videoklipeket rendezett. 2023 februárjában a Paddington szinkronszínésze, Ben Whishaw kijelentette, még nem olvasta a forgatókönyvet, és nem biztos benne, hogy a kidolgozás folytatódik. Áprilisban megerősítették, hogy a film még mindig fejlesztés alatt áll.
Júniusban bejelentették, hogy Whishaw, Hugh Bonneville, Julie Walters, Jim Broadbent, Madeleine Harris, Samuel Joslin és Imelda Staunton újra eljátsszák a korábbi filmekből ismert szerepeiket, míg Olivia Colman, Antonio Banderas, Rachel Zegler és Emily Mortimer új szereplőként csatlakozott a filmhez. Mortimer Sally Hawkins helyettesítette, aki az első két filmben Mrs. Brownt alakította.
A forgatás a tervek szerint július 24-én kezdődött az Egyesült Királyságban, annak ellenére, hogy a hírek szerint a 2023-as SAG-AFTRA sztrájk miatt késik. A filmet Kolumbiában és Peruban is forgatták. A forgatás Zegler nélkül kezdődött, mivel ő az Egyesült Államokba utazott, hogy részt vegyen a sztrájkban; Carla Tous később átvette Gina Cabot szerepét, mivel Zegler a sztrájk miatt nem tudta vállalni a munkát. A forgatás 2023 októberében fejeződött be.
II. Erzsébet királynő rövid ideig megjelenik a filmben egy bekeretezett fényképen Paddingtonnal, amely a II. Erzsébet platina jubileumára készült kisfilmből származik. Michael Bond is megjelenik egy levél bélyegén, amelyet Paddington a film elején kap.
A film vizuális effektjeit a Framestore biztosította.